# Estados Unidos en la Copa Mundial de Fútbol de 2006
La selección de los Estados Unidos fue uno de los 32 países participantes de la Copa Mundial de Fútbol de 2006, realizada en Alemania.
Alemania 2006 era para el conjunto estadounidense su prueba de fuego luego del octavo lugar alcanzado en la Copa Mundial de Fútbol de 2002 realizada en Asia. Tras estar dentro de las peores escuadras de los eventos previos, Estados Unidos había llegado a las instancias superiores del campeonato mundial y el ranking FIFA lo ubicaba dentro de las cinco mejores escuadras del mundo.
La mayoría de los especialistas, sin embargo, consideraban que dichos resultados no eran más que hechos fortuitos y que no representaban en absoluto el verdadero estado del equipo de los Estados Unidos. Así, la Copa Mundial se presentaba como la instancia decisiva para demostrar sus avances. No obstante, el grupo en el que fue colocado estaba compuesto además por tres escuadras muy potentes, Italia, Ghana y República Checa por lo que recibió el apelativo de grupo de la muerte.
Aunque tuvo un buen desempeño, no logró obtener los resultados necesarios para avanzar a la siguiente etapa. Estados Unidos alcanzó un empate ante los italianos en un accidentado partido, y luego fue derrotado por checos y ghaneses.

## Clasificación

### Segunda Ronda
| Equipo 1       | Agr.     | Equipo 2 | Ida | Vuelta |
| -------------- | -------- | -------- | --- | ------ |
| Estados Unidos | 6–2 (v.) | Granada  | 3–0 | 3–2    |

### Tercera Ronda

#### Grupo 1
| Pos. | Equipo         | Pts. | PJ | G | E | P | GF | GC | Dif. | Clasificación |     | USA | PAN | JAM | SLV |
| ---- | -------------- | ---- | -- | - | - | - | -- | -- | ---- | ------------- | --- | --- | --- | --- | --- |
| 1    | Estados Unidos | 12   | 6  | 3 | 3 | 0 | 13 | 3  | +10  | Cuarta Ronda  |     | —   | 6–0 | 1–1 | 2–0 |
| 2    | Panamá         | 8    | 6  | 2 | 2 | 2 | 8  | 11 | −3   | Cuarta Ronda  |     | 1–1 | —   | 1–1 | 3–0 |
| 3    | Jamaica        | 7    | 6  | 1 | 4 | 1 | 7  | 5  | +2   |               |     | 1–1 | 1–2 | —   | 0–0 |
| 4    | El Salvador    | 4    | 6  | 1 | 1 | 4 | 2  | 11 | −9   |               | 0–2 | 2–1 | 0–3 | —   |     |

 Fuente: 

### Cuarta Ronda
| Pos. | Equipo            | Pts. | PJ | G | E | P | GF | GC | Dif. | Clasificación            |     | USA | MEX | CRC | TRI | GUA | PAN |
| ---- | ----------------- | ---- | -- | - | - | - | -- | -- | ---- | ------------------------ | --- | --- | --- | --- | --- | --- | --- |
| 1    | Estados Unidos    | 22   | 10 | 7 | 1 | 2 | 16 | 6  | +10  | Clasificados             |     | —   | 2–0 | 3–0 | 1–0 | 2–0 | 2–0 |
| 2    | México            | 22   | 10 | 7 | 1 | 2 | 22 | 9  | +13  | Clasificados             |     | 2–1 | —   | 2–0 | 2–0 | 5–2 | 5–0 |
| 3    | Costa Rica        | 16   | 10 | 5 | 1 | 4 | 15 | 14 | +1   | Clasificados             |     | 3–0 | 1–2 | —   | 2–0 | 3–2 | 2–1 |
| 4    | Trinidad y Tobago | 13   | 10 | 4 | 1 | 5 | 10 | 15 | −5   | Repesca Intercontinental |     | 1–2 | 2–1 | 0–0 | —   | 3–2 | 2–0 |
| 5    | Guatemala         | 11   | 10 | 3 | 2 | 5 | 16 | 18 | −2   |                          |     | 0–0 | 0–2 | 3–1 | 5–1 | —   | 2–1 |
| 6    | Panamá            | 2    | 10 | 0 | 2 | 8 | 4  | 21 | −17  |                          | 0–3 | 1–1 | 1–3 | 0–1 | 0–0 | —   |     |

 Fuente: 
Notas:
1. 1 2  Empatados en puntos (3). Gol diferencia: United States +1, Mexico −1.

## Jugadores
| #  | Nombre           | Nac | Posición      | Edad | PJ Sel | Club                     |
| -- | ---------------- | --- | ------------- | ---- | ------ | ------------------------ |
| 1  | Tim Howard       |     | Portero       | 27   | 16     | Everton FC               |
| 2  | Chris Albright   |     | Defensa       | 27   | 20     | Los Ángeles Galaxy       |
| 3  | Carlos Bocanegra |     | Defensa       | 27   | 40     | Fulham FC                |
| 4  | Pablo Mastroeni  |     | Mediocampista | 29   | 48     | Colorado Rapids          |
| 5  | John O'Brien     |     | Mediocampista | 28   | 31     | Chivas USA               |
| 6  | Steve Cherundolo |     | Defensa       | 27   | 35     | Hannover 96              |
| 7  | Eddie Lewis      |     | Mediocampista | 32   | 69     | Leeds United             |
| 8  | Clint Dempsey    |     | Mediocampista | 23   | 21     | New England Revolution   |
| 9  | Eddie Johnson    |     | Delantero     | 22   | 18     | Kansas City Wizards      |
| 10 | Claudio Reyna    |     | Mediocampista | 32   | 109    | Manchester City          |
| 11 | Brian Ching      |     | Delantero     | 28   | 20     | Houston Dynamo           |
| 12 | Greg Berhalter   |     | Defensa       | 33   | 44     | Energie Cottbus          |
| 13 | Jimmy Conrad     |     | Defensa       | 29   | 15     | Kansas City Wizards      |
| 14 | Ben Olsen        |     | Mediocampista | 29   | 34     | D.C. United              |
| 15 | Bobby Convey     |     | Mediocampista | 23   | 39     | Reading FC               |
| 16 | Josh Wolff       |     | Delantero     | 29   | 47     | Kansas City Wizards      |
| 17 | DaMarcus Beasley |     | Mediocampista | 24   | 58     | PSV Eindhoven            |
| 18 | Kasey Keller     |     | Portero       | 36   | 93     | Borussia Mönchengladbach |
| 19 | Marcus Hahnemann |     | Portero       | 34   | 6      | Reading FC               |
| 20 | Brian McBride    |     | Delantero     | 33   | 92     | Fulham FC                |
| 21 | Landon Donovan   |     | Delantero     | 24   | 81     | Los Ángeles Galaxy       |
| 22 | Oguchi Onyewu    |     | Defensa       | 24   | 14     | Standard Liège           |
| 23 | Eddie Pope       |     | Defensa       | 32   | 80     | Real Salt Lake           |
| DT | Bruce Arena      |     |               |      |        |                          |

## Participación

### Enfrentamientos previos
| Fecha                   | Lugar          |                |  | Resultado |                      |           |
| ----------------------- | -------------- | -------------- |  | --------- | -------------------- | --------- |
| 12 de noviembre de 2005 | Glasgow        | Estados Unidos |  | 1:1 (1:1) | Bandera de Escocia   | Escocia   |
| 22 de enero de 2006     | San Diego      | Estados Unidos |  | 0:0 ()    | Bandera de Canadá    | Canadá    |
| 29 de enero de 2006     | Carson City    | Estados Unidos |  | 2:1 (2:1) | Bandera de Colombia  | Colombia  |
| 10 de febrero de 2006   | San Francisco  | Estados Unidos |  | 3:2 (2:0) | Bandera de Japón     | Japón     |
| 19 de marzo de 2006     | Frisco         | Estados Unidos |  | 4:0 (2:0) | Bandera de Guatemala | Guatemala |
| 1 de marzo de 2006      | Kaiserslautern | Estados Unidos |  | 1:0 (0:0) | Bandera de Polonia   | Polonia   |
| 22 de marzo de 2006     | Dortmund       | Estados Unidos |  | 1:4 (0:0) | Bandera de Alemania  | Alemania  |
| 11 de abril de 2006     | Cary           | Estados Unidos |  | 1:1 (1:1) | Bandera de Jamaica   | Jamaica   |
| 23 de mayo de 2006      | Nashville      | Estados Unidos |  | 1:0 (0:0) | Bandera de Marruecos | Marruecos |
| 25 de mayo de 2006      | Cleveland      | Estados Unidos |  | 2:0 (1:0) | Bandera de Venezuela | Venezuela |
| 28 de mayo de 2006      | Hartford       | Estados Unidos |  | 1:0 (1:0) | Bandera de Letonia   | Letonia   |

### Primera fase
| Equipo          | Pts | PJ | PG | PE | PP | GF | GC | Dif |
| --------------- | --- | -- | -- | -- | -- | -- | -- | --- |
| Italia          | 7   | 3  | 2  | 1  | 0  | 5  | 1  | +4  |
| Ghana           | 6   | 3  | 2  | 0  | 1  | 4  | 3  | +1  |
| República Checa | 3   | 3  | 1  | 0  | 2  | 3  | 4  | -1  |
| Estados Unidos  | 1   | 3  | 0  | 1  | 2  | 2  | 6  | -4  |

| 12 de junio de 2006, 18:00 | Estados Unidos | 0:3 (0:2) | República Checa              | Arena AufSchalke, Gelsenkirchen                                        |                                                                        |
|                            |                | Reporte   | Koller 5' · Rosický 36', 76' | Asistencia: 52.001 espectadores Árbitro(s): Carlos Amarilla (Paraguay) | Asistencia: 52.001 espectadores Árbitro(s): Carlos Amarilla (Paraguay) |

| 17 de junio de 2006, 21:00 | Italia        | 1:1 (1:1) | Estados Unidos      | Fritz-Walter-Stadion, Kaiserslautern                                  |                                                                       |
|                            | Gilardino 22' | Reporte   | Zaccardo 27' (a.g.) | Asistencia: 46.000 espectadores Árbitro(s): Jorge Larrionda (Uruguay) | Asistencia: 46.000 espectadores Árbitro(s): Jorge Larrionda (Uruguay) |

| 22 de junio de 2006, 16:00 | Estados Unidos | 1:2 (1:2) | Ghana                            | Frankenstadion, Núremberg                                          |                                                                    |
|                            | Dempsey 43'    | Reporte   | Draman 22' · Appiah 45+2' (pen.) | Asistencia: 41.000 espectadores Árbitro(s): Markus Merk (Alemania) | Asistencia: 41.000 espectadores Árbitro(s): Markus Merk (Alemania) |

### Participación de jugadores
| #  | Nombre           | Posición      | PJ | Min |   | Asist | Tiros  | Faltas |   |   |
| -- | ---------------- | ------------- | -- | --- | - | ----- | ------ | ------ | - | - |
| 2  | Chris Albright   | Defensa       | 0  | 0   | 0 | 0     | 0      | 0-0    | 0 | 0 |
| 3  | Carlos Bocanegra | Defensa       | 2  | 180 | 0 | 0     | 3      | 2-2    | 0 | 0 |
| 4  | Pablo Mastroeni  | Mediocampista | 2  | 89  | 0 | 0     | 1      | 2-4    | 0 | 1 |
| 5  | John O´Brien     | Mediocampista | 1  | 45  | 0 | 0     | 0      | 1-0    | 0 | 0 |
| 6  | Steve Cherundolo | Defensa       | 3  | 195 | 0 | 0     | 0      | 6-2    | 0 | 0 |
| 7  | Eddie Lewis      | Mediocampista | 2  | 163 | 0 | 0     | 0      | 2-4    | 1 | 0 |
| 8  | Clint Dempsey    | Mediocampista | 2  | 151 | 1 | 0     | 3      | 8-4    | 0 | 0 |
| 9  | Eddie Johnson    | Delantero     | 2  | 75  | 0 | 0     | 2      | 2-1    | 0 | 0 |
| 10 | Claudio Reyna    | Mediocampista | 3  | 219 | 0 | 0     | 3      | 5-3    | 1 | 0 |
| 11 | Brian Ching      | Delantero     | 0  | 0   | 0 | 0     | 0      | 0-0    | 0 | 0 |
| 12 | Greg Berhalter   | Defensa       | 0  | 0   | 0 | 0     | 0      | 0-0    | 0 | 0 |
| 13 | Jimmy Conrad     | Defensa       | 2  | 129 | 0 | 0     | 0      | 5-2    | 0 | 0 |
| 14 | Ben Olsen        | Mediocampista | 1  | 51  | 0 | 0     | 0      | 5-3    | 0 | 0 |
| 15 | Bobby Convey     | Mediocampista | 3  | 158 | 0 | 0     | 2      | 2-1    | 0 | 0 |
| 16 | Josh Wolff       | Delantero     | 1  | 14  | 0 | 0     | 1      | 2-0    | 0 | 0 |
| 17 | DaMarcus Beasley | Mediocampista | 3  | 209 | 0 | 0     | 1      | 2-3    | 0 | 0 |
| 20 | Brian McBride    | Delantero     | 3  | 256 | 0 | 0     | 2      | 6-4    | 0 | 0 |
| 21 | Landon Donovan   | Delantero     | 3  | 270 | 0 | 0     | 1      | 3-4    | 0 | 0 |
| 22 | Oguchi Onyewu    | Defensa       | 3  | 270 | 0 | 0     | 1      | 7-12   | 1 | 0 |
| 23 | Eddie Pope       | Defensa       | 2  | 136 | 0 | 0     | 1      | 0-6    | 2 | 1 |
| #  | Nombre           | Posición      | PJ | Min |   | Prom. | Atajos | Faltas |   |   |
| 1  | Tim Howard       | Portero       | 0  | 0   | 0 | 0     | 0      | 0-0    | 0 | 0 |
| 18 | Kasey Keller     | Portero       | 3  | 270 | 6 | 2     | 4      | 0-0    | 0 | 0 |
| 19 | Marcus Hahnemann | Portero       | 0  | 0   | 0 | 0     | 0      | 0-0    | 0 | 0 |

## Curiosidades
- En un concurso realizado por Hyundai, los aficionados de los equipos eligieron un lema para cada seleccionado, el cual sería colocado en los buses que transportarían a los jugadores a lo largo del país. El eslogan elegido para los Estados Unidos fue «United we play, United we win» (Unidos jugamos, unidos vencemos).
- Estados Unidos eligió la ciudad de Hamburgo, como su "cuartel" durante la realización del torneo.